# Серафимова, Клара Максимовна
Клара Максимовна Серафимова (Фёдорова) (1930—1989) — советский передовик производства в сельском хозяйстве. Герой Социалистического Труда (1950).

## Биография
Родилась 18 апреля 1930 года в селе Старобешево, Старобешевский район,  Донецкой области в крестьянской семье.
С 1943 года после освобождения Донбасса от немецко-фашистской оккупации К. М. Фёдорова начала свою трудовую деятельность рядовой колхозницей в местном колхозе «Запорожец»..
В 1947 году была назначена звеньевой 1-й бригады колхоза «Запорожец» Старо-Бешевского района Сталинской области.
В 1949 году по итогам работы года звеном под руководством К. М. Фёдоровой получен урожай подсолнечника — 25,7 центнера с гектара на площади — 12,5 гектара.
2 июня 1950 года Указом Президиума Верховного Совета СССР «за получение высоких урожаев пшеницы и подсолнечника в 1949 году» Клара Максимовна Фёдорова была удостоена звания Героя Социалистического Труда с вручением Ордена Ленина и золотой медали «Серп и Молот».  Этим же указом ещё двое тружеников колхоза «Запорожец» и его председатель Д. Л. Коссе за получение высоких урожаев подсолнечника были удостоены звания Героя Социалистического Труда.
В последующие годы звено К. М. Фёдоровой в переименованном в 1950 году колхозе «Запорожец» в «Заветы Ильича» продолжало получать высокие урожаи, несколько раз она принимала участие в работе Выставки достижений народного хозяйства СССР в Москве.
В 1959 году Серафимова стала инвалидом труда и нуждалась в постороннем уходе.
Проживала в посёлке Старобешево. Скончалась 4 ноября 1989 года.

## Награды
- Медаль «Серп и Молот» (20.06.1950)
- Орден Ленина (20.06.1950)